# برايمر (فلم)
برايمر (الإنجليزية: Primer) هو فيلم خيال علمي أمريكي صدر عام 2004 عن الاكتشاف العّرضي للسفر عبر الزمن. قام بكتابة الفيلم وإخراجه وإنتاجه وتحريره وتسجيله شين كاروث، الذي يلعّب دور البطولة أيضًا مع ديفيد سوليفان. ولُوحظ في فيلم برايمر الميزانيّه المنخفضة للغاية، وهيكل الحُبكة التجريّبية، والآثار الفّلسفية، والحوار التّقني المعقّد، مع كاروث، وهو خِريج جامعي يحمل شهادة في الريّاضيات ومهندس سابق، وقد اختار عدم تبسيطه من أجل الجّمهور. حصل الفيلم على جائزة لجنة التحكيم الكبرى في مهرجان صاندانس السينمائي لعام 2004، قبل أن يحصل على إصدار محدود في الولايات المتحدة، ومنذ ذلك الحين اكتسب شهرة كبيرة.

## الحبكة
مهندسان، آرون وآبي، يكملان وظائفهما اليومية بمشاريع تقنية رياديّة، يعملان في مرآب آرون. خلال أحد هذه الجهود البحثّية، التي تتضمن التخفيض الكهرومغناطيسي لوزن الأجسام، اكتشف الرجلان بالصدفة أثرًا جانبيًا للحلقة الزمنية «أ-و-ب»: الأجسام المتروكة في مجال تقليل الوزن تظهر شذوذًا زمنيًا، وتجري بشكل طبيعي (من وقت «أ» عند تنشيط الحقل، إلى الوقت «ب» عند إيقاف تشغيل الحقل)، ثم للخلف (من «ب» إلى «أ») في تسلسل متكرر باستمرار، بحيث يمكن للأشياء مغادرة الحقل في الوقت الحاضر أو في نقطة ما سابقة. يُنقح آبي إثبات المفهوم هذا ويبني جهازًا زمنيًا ثابتًا («الصندوق»)، بحجم يتناسب مع موضوع بشري. يستخدم آبي هذا الصندوق للسفر لمدة ست ساعات إلى ماضيه - كجزء من هذه العملية، يجلس آبي الاصلي بمعزل عن العالم الخارجي في غرفة فندق، حتى لا يتفاعل أو يتدخل مع العالم الخارجي، وبعد ذلك يدخل آبي الاصلي الصندوق، ينتظر داخل الصندوق لمدة ست ساعات (وبالتالي يعود بالزمن إلى الوراء ست ساعات)، ويصبح فيوتشر آبي المُستقبلي، الذي يسافر عبر المدينة، ويشرح الإجراءات إلى آرون، ويعيد آرون إلى مرفق التخزين الذاتي الذي يضم الصندوق. في نهاية الفترة الزمنية المتداخلة، يدخل آبي الاصلي في المربع ولم يعد له وجود.
كرر آبي وآرون تجربة آبي التي استمرت ست ساعات عدة مرات على مدار عدة أيام، مما جعل تداولات الأسهم المربحة في نفس اليوم مسلحة بمعرفة مسبقة بأداء السوق. تسببت الشخصيات المتباينة في الثنائي - آبي الحذر والمسيطر، وآرون المندفع والمتطفل - في ضغط طفيف على تعاونهما وصداقتهما. بالإضافة إلى ذلك، فإن السفر عبر الزمن يرهق أجساد آبي وآرون. تصبح أيامهم بشكل فعال 36 ساعة عند تضمين الوقت الإضافي الذي يوفره الصندوق. مع تقدم الفيلم، بدأ الرجلان في ملاحظة الآثار الجانبية المزعجة للسفر عبر الزمن والتي تأخذ شكل سدادات الأذن. لاحقًا، لاحظوا أن خط يدهم يزداد سوءًا. وصل التوتر بين آبي وآرون إلى ذروته بعد لقاء في وقت متأخر من الليل مع توماس جرانجر (والد صديقة آبي، راشيل)، الذي يبدو غير حليق لسبب غير مفهوم ويتداخل مع نفسه الأصلي في الضواحي. يقع جرانجر في حالة غيبوبة بعد أن طارده آرون؛ يفترض آرون أنه في نقطة غير معروفة في المستقبل، دخل جرانجر في «الصندوق»، مع عواقب تغيير الجدول الزمني. يستنتج آبي أن السفر عبر الزمن أمر خطير للغاية، ويدخل في المربع الثاني السري («صندوق الأمان من الفشل»، الذي تم إنشاؤه قبل بدء التجربة واستمر في العمل)، حيث يسافر إلى الوراء أربعة أيام لمنع بدء التجربة. يتسبب التدخل المتنافس التراكمي في إحداث دمار في الجدول الزمني. يقوم فيوتشر آبي بتخدير آبي الاصلي (لذلك لن يجري أبدًا تجربة السفر عبر الزمن الأولية)، ويلتقي بـ آبي الاصلي على مقعد في الحديقة (وذلك لإثنائه)، لكنه يجد أن فيوتشر آرون قد وصل إلى هناك أولاً مع التسجيلات المسبقة للمحادثات السابقة، وسماعة أذن غير مزعجة)، بعد أن أحضر «صندوق الأمان الثالث» المفكك بأربعة أيام مع جسده. يغمى علي آبي المستقبلي على هذا الكشف، وقد تغلب عليه الصدمة والتعب. يتصالح الرجلان لفترة وجيزة ومبدئية. يسافرون معًا في الوقت المناسب، ويختبرون ويعيدون تشكيل حدث حيث كادت راشيل صديقة آبي أن تقتل على يد محطم في الحفلة. بعد العديد من التكرارات، أوقف آرون، وهو يعلم بأحداث الحفلة، اوقف رجل مُسلح، ليصبح بطلاً محليًا. آبي وآرون يفترقان في النهاية. يبدا آرون حياة جديدة في البلدان الأجنبية حيث يمكنه العبث على نطاق أوسع لتحقيق مكاسب شخصية، بينما يذكر آبي نيته في البقاء في المدينة وإثناء/ تخريب تجربة «الصندوق» الأصلية. آبي يحذر آرون من المغادرة وعدم العودة أبدًا. يتم تداول إصدارات متعددة من «صندوق الإدراك» لـ آرون - على الأقل شارك آرون واحدًا على الأقل بمعرفته مع الاصلي-آرون، من خلال المناقشات، والتسجيلات الصوتية، والمشاجرة الجسدية غير الناجحة. يراقب فيوتشر آبي أوريجينال آبي، ويذهب إلى أقصى الحدود لإبقائه غير مدرك للمستقبل. أرون يوجه العمال الناطقين بالفرنسية في بناء صندوق بحجم المستودع.

## طاقم الممثلين
- شين كاروث في دور آرون
- ديفيد سوليفان في دور آبي
- كيسي جودن في دور روبرت
- أناند أوبدهياياس في دور فيليب
- كاري كروفورد بدور كارا
- سامانثا طومسون في دور راشيل جرانجر

- براندون بلاج في دور ويل

كاروث نفسه لعب دور آرون بعد أن واجه صعوبة في العثور على ممثلين يمكنهم «كسر... عادة ملء كل سطر بالكثير من الدراما». معظم الممثلين الآخرين إما أصدقاء أو أفراد من العائلة.

## الفكرة الرئيسية
على الرغم من أن أحد أكثر العناصر الرائعة للخيال العلمي هو محور الفيلم، إلا أن هدف كاروث كان تصوير الاكتشاف العلمي بطريقة واقعية وواقعية. ويشير إلى أن العديد من أعظم الاكتشافات العلمية في التاريخ قد حدثت بالصدفة، في مواقع ليست أكثر بريقًا من مرآب آرون.
سواء كان الأمر يتعلق بتاريخ الرقم صفر أو اختراع الترانزستور، فقد برز شيئان بالنسبة لي. الأول هو أن الاكتشاف الذي يتضح أنه الأكثر قيمة يتم رفضه عادةً باعتباره أحد الآثار الجانبية. ثانيًا، لا تشتمل النماذج الأولية تقريبًا على أضواء النيون والكروم. كنت أرغب في عرض قصة تتماشى مع الطريقة التي يحدث بها الابتكار الحقيقي أكثر مما رأيته في الفيلم من قبل. 
قال كاروث إنه قصد أن يكون الموضوع الرئيسي للفيلم هو انهيار علاقة آبي وآرون،  نتيجة لعدم قدرتهما على التعامل مع القوة التي يمنحها لهما هذا التقدم التكنولوجي:
أول شيء، رأيت هؤلاء الرجال بارعين علميًا لكن أخلاقياً، بلهاء. لم يكن لديهم من قبل أي أسباب لطرح أسئلة أخلاقية. لذلك عندما يتم ضربهم بهذا الجهاز فإنهم يصابون بالصدمة. أول شيء يفعلونه هو كسب المال باستخدامه. إنهم لا يتحدثون عن أخلاقيات تغيير ذاتك السابقة.

## الفيزياء والعلوم
يبدأ آرون وآبي الفيلم بمحاولة إنشاء جهاز لمواجهة آثار الجاذبية بطريقة ما. لديهم خطط لمثل هذا الجهاز من فريق تطوير آخر، لكنهم يرغبون في تحسين قابلية التصميم للتطبيق. نهجهم الرئيسي لتحقيق ذلك هو التخلص من حمام المبرد من أجل الموصلات الفائقة المطلوبة. وبدلاً من ذلك، فإنها تزيد من درجة حرارة الانتقال للموصل الفائق إلى «شيء أكثر قابلية للاستخدام»، وهو موصل فائق في درجة حرارة الغرفة. تستفيد آلة الزمن من خاصية الموصلات الفائقة المسماة بتأثير مايسنر، والتي «تحطم المجال المغناطيسي الداخلي».
- يحتاج آرون وآبي إلى البلاديوم لبناء أجهزتهم. هذا هو السبب في أنهم يأخذون المحول الحفاز الذي يحتوي على كمية صغيرة من البلاديوم من السيارة.

- مبادئ السفر عبر الزمن في الفيلم مستوحاة من مخططات فاينمان. أوضح كاروث: «لدى ريتشارد فاينمان بعض الأفكار المثيرة للاهتمام حول الوقت. عندما تنظر إلى مخططات فاينمان [التي تحدد تفاعل الجسيمات الأولية]، لا يوجد فرق حقًا بين مشاهدة تفاعل يحدث للأمام والخلف في الوقت المناسب.» [8]

## الإنتاج
إنتاج أثناء كتابة السيناريو، درس كاروث الفيزياء لمساعدته على جعل حوار آبي وآرون الفني يبدو أصيلًا. لقد اتخذ خطوة غير معتادة بتجنب العرض المفتعل، وحاول بدلاً من ذلك تصوير العبارات المختصرة والمصطلحات المستخدمة من قبل العلماء العاملين. انتقلت هذه الفلسفة إلى تصميم الإنتاج. آلة الزمن نفسها عبارة عن صندوق رمادي بسيط، مع «همهمة» إلكترونية مميزة تم إنشاؤها عن طريق تراكب أصوات طاحونة ميكانيكية ومحرك سيارة، بدلاً من استخدام تأثير رقمي معالج. كما وضع كاروث القصة في المجمعات الصناعية غير الجذابة ومنازل الضواحي. 
اختارت كاروث تشويش حبكة الفيلم عمدًا لتعكس التعقيد والارتباك الناجم عن السفر عبر الزمن. كما قال في مقابلة عام 2004: «هذه الآلة وتجربة آبي وآرون معقدة بطبيعتها، لذا كان من الضروري أن تكون على هذا النحو حتى يكون الجمهور في مكان آبي وآرون، وهو ما كان دائمًا أملي.» 

### التصوير
تم التصوير الرئيسي على مدى خمسة أسابيع، في ضواحي دالاس، تكساس. تم إنتاج الفيلم بميزانية قدرها 7000 دولار أمريكي فقط، وطاقم مكون من خمسة أفراد. عمل كاروث ككاتب ومخرج ومنتج ومصور سينمائي ومحرر وملحن موسيقى. كما يلعب دور البطولة في الفيلم باسم آرون، ويلعب أصدقاؤه وعائلته العديد من الشخصيات الأخرى. تطلبت الميزانية الصغيرة استخدامًا متحفظًا لمخزن الأفلام الفائق مقاس 16 مم:  أدى العدد المحدود بعناية إلى معدل تصوير منخفض للغاية يبلغ 2: 1. تم تصوير كل لقطة في الفيلم بدقة على صور ثابتة مقاس 35 مم.  ابتكر كاروث مظهرًا مسطحًا ومفرط التعرض للفيلم باستخدام إضاءة الفلورسنت ودرجات حرارة اللون غير المحايدة ومخزون الأفلام عالي السرعة والمرشحات.  بعد التصوير، استغرق كاروث عامين لإنتاج برايمر بالكامل. ومنذ ذلك الحين قال إن هذه التجربة كانت شاقة لدرجة أنه كاد أن يترك الفيلم في عدة مناسبات.

### موسيقى
تم إنشاء نتيجة الفيلم بالكامل بواسطة كاروث. في 8 أكتوبر 2004، تم إصدار نتيجة برايمر على أمازون  وأي تونز.

## إطلاق

### توزيع
حصل كاروث على صفقة توزيع في أمريكا الشمالية مع شركة ثينك فيلم بعد أن شاهد رئيس التوزيع المسرحي للشركة، مارك أورمان، الفيلم في 2004 مهرجان صاندانس السينمائي.على الرغم من أنه هو وكاروث أبرما «اتفاقية مصافحة» خلال المهرجان، ذكر أورمان أن المفاوضات الفعلية بشأن الصفقة كانت الأطول التي شارك فيها على الإطلاق، ويرجع ذلك جزئيًا إلى مطالب كاروث المحددة بشأن مدى السيطرة على الفيلم الذي سيحتفظ به.  ذهب الفيلم ليحصل على 545.436 دولارًا في شباك التذاكر.

### استقبال نقدي
تلقى برايمر استقبالًا إيجابيًا من النقاد. أعطت الطماطم الفاسدة الفيلم تصنيف موافقة بنسبة 72 ٪ بناءً على 129 مراجعة، بمتوسط تقييم 6.6 / 10. يقول الإجماع: «فيلم التمهيدي، كثيف، ومنفصل، ولكنه محفز، هو فيلم جاهز للمشاهدين ومستعد للتحدي الدماغي.»كما أدرج الموقع فيلم برايمر كأحد أفضل أفلام الخيال العلمي «للرجل المفكر». على ميتاكريتيك، حصل الفيلم على 68 درجة من أصل 100 بناءً على مراجعات من 25 منتقدًا، مما يشير إلى «المراجعات الإيجابية بشكل عام».
أعجب العديد من المراجعين بأصالة الفيلم. قال دينيس ليم من ذا فيليج فويس إنه كان «أحدث شيء شاهده هذا النوع منذ عام 2001»،  بينما في صحيفة نيويورك تايمز، كتب أيه أو سكوت أن كاروث كان لديه «المهارة والمكر والجدية لتحويل تحايل فلسفي صرير إلى لغز أخلاقي كثيف ومقلق». استمتع سكوت أيضًا بالتصوير الواقعي للفيلم للعلماء أثناء العمل، قائلاً إن كاروث كان لديه «شعور مثير للإعجاب للإيقاعات الغريبة والهادئة للبحث والتطوير على نطاق صغير».
كان هناك أيضًا مدح لقدرة كاروث على الحفاظ على قيم إنتاج عالية بميزانية صغيرة، حيث صرح روجر إيبرت: «الفيلم لا يبدو رخيصًا أبدًا، لأن كل لقطة تبدو كما يجب». علق تاي بور من صحيفة بوسطن غلوب بأن «جوانب من برايمر منخفضة الإيجار لدرجة أنها تثير القهقهة»، لكنها أضافت أن «الإحساس محلي الصنع هو جزء من النقطة». وبالمثل، كتب ويرد، «يتجنب برايمر المؤثرات الخاصة ذات الميزانيات الكبيرة مع المخرج شين كاروث- يتناول الفيلم موضوعات معقدة مثل فيزياء الكم ولا يُبسطها للمشاهد، وبدلاً من ذلك يستخدم المصطلحات الحقيقية والمصطلحات التي يستخدمها الباحثون في الحياة الواقعية - والتزامه بجماليات (موسيقى لو-في) اختصاراً لموسيقي الدقة المنخفضة تم وضع جزء كبير من الفيلم في المرائب ومواقف السيارات، وبعد ذلك، باستثناء الأدوار الرئيسية، يتم لعب كل شخصية أخرى بواسطة صديق أو أحد أفراد عائلة الممثلين.»
تم تلقي حبكة الفيلم التجريبية والحوار الكثيف بشكل مثير للجدل. ادعى مايك دانجيلو من المحترم أن «أي شخص يدعي أنه يفهم تمامًا ما يحدث في برايمر بعد رؤيته مرة واحدة فقط هو إما عالم أو كاذب». سكوت توبياس يكتب لـ إيه. في. كلوب: «المزاح ثقيل في المصطلحات الفنية وقصر العرض بشكل عكسي تقريبًا؛ لولا وجود السرد الصوتي، لكان الفيلم قريبًا من عدم الفهم.»  بالنسبة إلى لوس انجلوس تايمز، كتبت كارينا شوكانو: «من المحتم أن يشعر العاملون في رواية القصص الخطية بالإحباط بسبب الخيوط السردية التي تبدأ على نحو واعد، ثم تسقط من البكرة». تم تأجيل بعض المراجعين تمامًا بسبب السرد المبهم للفيلم. اشتكى كيرك هانيكوت من هوليوود ريبورتر من أن برايمر «كاد أن يضيع وسط مزيج من المصطلحات الفنية والتخمين العلمي». كتب تشاك كلوسترمان في مقال عن أفلام السفر عبر الزمن بعد ذلك بخمس سنوات: «إن فيلم برايمر محير بشكل ميؤوس منه ويزداد طابعه البيزنطي أكثر فأكثر عندما ينكشف». «لقد شاهدته سبع أو ثماني مرات وما زلت لا أعرف ماذا حدث». ومع ذلك يقول إنه «أفضل فيلم عن السفر عبر الزمن رأيته في حياتي» بسبب واقعيته:
ليس الأمر أنَّ آلة الزمن ... تبدو أكثر واقعية؛ إنه الوقت الذي يبدو فيه المسافرون أنفسهم أكثر تصديقًا. إنهم يتحدثون ويتصرفون (ويفكرون) مثل هذا النوع من الأشخاص الذين قد يكتشفون عن طريق الخطأ كيفية التحرك عبر الزمن، وهذا هو السبب في أنه أفضل تصوير لدينا للمعضلات الأخلاقية التي قد تنجم عن مثل هذا الاكتشاف. في النهاية، يقول كلوسترمان، الدرس المستفاد من برايمر فيما يتعلق بالسفر عبر الزمن هو أنه «من المهم جدًا استخدامه مقابل المال فقط، ولكنه خطير للغاية لاستخدامه في أي شيء آخر». تم اختيار الفيلم ليكون جزءًا من إيه. في. كلوب عبادة النادي الجديدة كانون.  أدرج دونالد كلارك، الناقد السينمائي مع الأيرلندية تايمز، فيلم برايمر في المرتبة 20 على قائمته لأفضل عشرين فيلمًا في العقد (2000-2010). وصفها مؤلف الخيال العلمي جريج إيغان بأنها «قصة سفر عبر الزمن بارعة ومبنية بعناية».

## الجوائز
- جائزة لجنة التحكيم الكبرى، مهرجان صاندانس السينمائي عام 2004.[26]
- جائزة ألفريد ب. سلون للأفلام التي تتناول العلوم والتكنولوجيا، مهرجان صندانس السينمائي 2004.[26]
- أفضل كاتب/ مخرج (شين كاروث) في مهرجان نانتوكيت السينمائي عام 2004.[27]
- أفضل فيلم في مهرجان لندن الدولي للخيال العلمي عام 2005.[28]